# Wade MacLauchlan

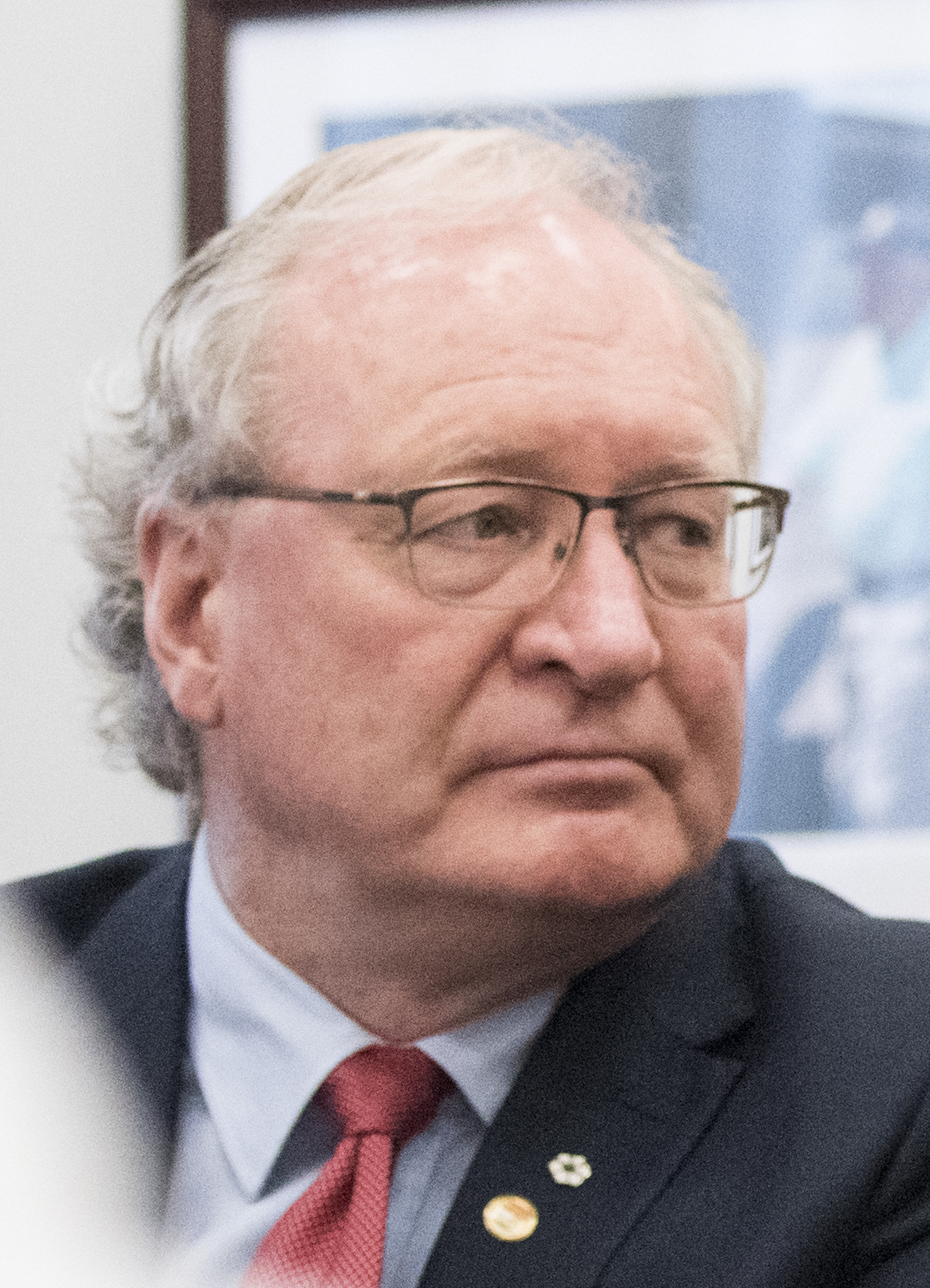
Wade MacLauchlan

Wade MacLauchlan (* 10. Dezember 1954 in Stanhope, Prince Edward Island) ist ein kanadischer Politiker der Prince Edward Island Liberal Party.

## Leben
MacLauchlan studierte Rechts- und Wirtschaftswissenschaften an der University of Prince Edward Island, an der University of New Brunswick und an der Yale University. Am 23. Februar 2015 wurde er als Nachfolger von Robert Ghiz Premierminister von Prince Edward Island. Seit 3. Mai 2015 ist er Abgeordneter in der Legislativversammlung von Prince Edward Island. Er ist Parteivorsitzender der Prince Edward Island Liberal Party. MacLauchlan ist mit dem kanadischen Theaterdirektor Duncan McIntosh verheiratet. Bei der Wahl zum Provinzparlament im April 2019 mussten die Liberalen eine Niederlage hinnehmen, woraufhin MacLauchlan am 9. Mai 2019 aus dem Amt des Premierministers ausschied. Sein Nachfolger wurde Dennis King von der Progressive Conservative Party.